# Тата (град)
Тата (мађ. Tata) град је у Мађарској. Тата је трећи по величини град у оквиру жупаније Комаром-Естергом.
Град има 24.751 становника према подацима из 2008. године.

## Географија
Град Тата се налази у крајњем северном делу Мађарске. Од престонице Будимпеште град је удаљен 65 километара северозападно, а свега 10 km од седишта жупаније, града Татабање.
Град Тата се налази у северном побрђу Панонске низије и у близини града су планине Вертеш и Герече. Град нема реку, али је Дунав близу.

## Становништво
По процени из 2017. у граду је живело 23.217 становника.
| 1990.  | 2001.  | 2011.  | 2017.  |
| ------ | ------ | ------ | ------ |
| 25.049 | 24.589 | 23.575 | 23.217 |

## Партнерски градови
- Герлинген
- Кањижа
- Arenzano
- Алкмар
- Дамари ле Ли
- Сводин
- Монтебелуно
- Совата
- Пињчов